# Brad Daugherty (giocatore di poker)
Brad Daugherty (Mountain Grove, 5 luglio 1951) è un giocatore di poker statunitense, campione del mondo nel 1991.
Ha cominciato a giocare a poker alle scuole superiori. Dopo la scuola ha lavorato nell'industria edile, ma dopo aver scoperto i grossi premi per i tornei di poker, si spostò a Reno, in Nevada. Nel 1987 vinse il suo primo torneo.
Daugherty vinse il Main Event delle World Series of Poker 1991, e il relativo braccialetto con $1.000.000 di premio.
Insieme a Tom McEvoy ha scritto Championship Satellite Strategy e No-Limit Texas Hold'em for New Players.
Sino al 2011 ha vinto in tornei dal vivo più di 1.700.000$.